# Technotronic
Technotronic er en House/dance gruppe fra Belgien. Gruppen blev især kendt for deres hit "Pump Up The Jam" fra 1989.

## Diskografi
- Pump up the jam (1989)
- Trip on this-the remixes (1990)
- Body to body (1991)
- Recall (1994)